# Асанов, Эльдар Эмиралиевич
Эльдар Эмиралиевич Асанов (укр. Ельдар Еміралійович Асанов; род. 22 августа 1974, Самарканд) — советский и украинский борец вольного стиля. Выступал в весовой категории до 85 кг. Мастер спорта Украины международного класса (1994).

## Биография
Окончил Херсонское высшее училище физической культуры (1994). Представлял спортивное общество «Колос». Тренировался под руководством В. Евонова, В. Лушникова и О. Нама.
На юношеском чемпионате Европы по борьбе занял первое место. В 1992 году уступил в финале чемпионата Европы представителю Грузии Эльдару Куртанидзе.
Удачно выступил на чемпионате мира 1993 года в Греции, справившись в решающем поединке с казахом Магомедом Куруглиевым. В следующем году Асанов взял верх и на чемпионате Европы в Финляндии, где одолел Станислава Албегова из России.
В активе Эльдара Асанова две бронзы Всемирных военных игр 1995 и 1999 годов. В 1995 году он победил на турнире Александра Медведева в Минске. На чемпионате мира 1997 года Красноярске дошёл до финала, но уступил там американцу Лесу Гатчесу. В том же году был слабее в борьбе за золото другого уроженца США Кевина Джексона на турнире памяти Яшара Догу в Турции. По итогам 1997 года был признан газетой «Крымская правда» лучшим спортсменом Крыма, став единственным в истории борцом вольного стиля, кто получал данную награду.
Участник двух квалификационных турниров на Олимпийские игры 2000 и 2004 годов. Чемпион Украины 2000 года. Был участником чемпионатов Европы 2000 и 2002 годов, а также чемпионата мира 2002 года, где занял 14 место.
После окончания карьеры спортсмена стал тренером по вольной борьбе в спортивной школе № 1 в Симферополе.